# Tommy Hampson
Pour les articles homonymes, voir Hampson et Thomas Hampson.
Thomas « Tommy » Hampson , né le 28 octobre 1907 à Clapham et mort le 4 septembre 1965 à Stevenage, est un athlète britannique, champion olympique sur 800 m aux Jeux olympiques d'été de 1932.

## Biographie
Hampson, né à Clapham (Londres), ne s'était pas vraiment concentré sur l'athlétisme avant sa dernière année à l'université d'Oxford. Après la fin de ses études en 1930, il est devenu instituteur. La même année, il remportait le titre AAA sur 880 yard. Il remportait ce titre également en 1931 et 1932.
Également vainqueur du 880 yards aux premiers jeux de l'Empire britannique, Hampson était l'un des meilleurs mondiaux sur 800 m et sur le demi-mile. Ce qui fit de lui l'un des grands favoris pour le titre sur 800 m aux Jeux olympiques d'été de 1932 à Los Angeles, surtout après que l'autre grand favori Ben Eastman décida de renoncer au 800 m pour se concentrer sur le 400 m. En finale, Hampson batailla avec Alex Wilson pour remporter le titre avec un nouveau record du monde en 1 min 49 s 8.
Il obtenait une autre médaille avec le relais 4 × 400 m en terminant deuxième avec Crew Stoneley, David Burghley et Godfrey Rampling derrière le relais américain. Hampson arrêta sa carrière sportive après ces jeux.
Quelques années plus tard, il abandonnait son métier d'instituteur pour devenir éducateur dans la Royal Air Force, un travail qu'il conserva après la fin de la Seconde Guerre mondiale.
Thomas Hampson est mort, âgé de 57 ans, à Stevenage dans le Hertfordshire.

## Palmarès

### Jeux olympiques d'été
- Jeux olympiques de 1932 à Los Angeles ( États-Unis)
  -  Médaille d'or sur 800 m
  -  Médaille d'argent en relais 4 × 400 m

### Jeux de l'Empire britannique
- Jeux de l'Empire britannique de 1930 à Hamilton ( Canada)
  -  Médaille d'or sur 880 yards

## Records
- Record du monde du 800 m en 1 min 49 s 8, le 2 août 1932 à Los Angeles (amélioration du record de Séra Martin, sera égalé par Ben Eastman et battu pas Glenn Cunningham)
- Record olympique du 800 m en 1 min 49 s 8, le 2 août 1932 à Los Angeles (amélioration du record de Douglas Lowe, sera battu pas Mal Whitfield)

## Sources
- (en) Cet article est partiellement ou en totalité issu de l’article de Wikipédia en anglais intitulé « Tommy Hampson » (voir la liste des auteurs).